# Frauen-Rugby-Union-Weltmeisterschaft 1991
Die Frauen-Rugby-Union-Weltmeisterschaft 1991 (englisch 1991 Women’s Rugby World Cup) fand vom 6. bis zum 14. April 1991 in Wales statt. Es war die erste Weltmeisterschaft im vierjährlichen Turnierzyklus. Das Turnier wurde ursprünglich nicht vom Weltverband International Rugby Football Board (IRFB; heute World Rugby) anerkannt und erst nachträglich, nachdem der Weltverband selbst die Organisation übernahm, offiziell zur ersten Weltmeisterschaft. Frankreich bestätigte seine Teilnahme erst wenige Minuten vor der Gruppenauslosung am 26. Februar. Vertreter von IRFB, WRFU und RFU wohnten dem Finale bei, es dauerte jedoch bis 2009, ehe World Rugby das Turnier offiziell und zurückwirkend als Weltmeisterschaft anerkannte, als es erstmals eine Liste aller Weltmeister veröffentlichte.
Das Turnier wurde in und nahe der walisischen Hauptstadt Cardiff ausgetragen. Die Veranstalter luden mehrere Rugby-Union-Nationalmannschaften zu dem Turnier ein, wovon zwölf zusagten: England, Frankreich, Italien, Japan, Kanada, Neuseeland, Niederlande, Schweden, die Sowjetunion, Spanien, die Vereinigten Staaten und Wales. Während der Frauen-Rugby-Union-Weltmeisterschaft 1991 wurden 22 Spiele absolviert, darunter zwölf in der Vorrunde, sieben in der Plate und drei in der Finalrunde, einschließlich des Finales. Die Mannschaften wurden in vier Gruppen zu je drei Teams eingeteilt, wobei jedes einmal gegen die anderen der Gruppe antrat. Die beste Mannschaft jeder Gruppe erreichte hiernach das Halbfinale (den Cup), während die beiden anderen Mannschaften an der Plate teilnahmen.
Weltmeisterinnen wurden die US-Amerikanerinnen, die im Finale im Cardiff Arms Park die englische Mannschaft (Red Roses) mit 19:6 schlugen und damit ihren ersten Weltmeistertitel gewannen. Frankreich und Neuseeland teilten sich den dritten Platz.

## Organisation
Das Turnier wurde von vier Frauen des Richmond Women’s Rugby Club ins Leben gerufen und auch größtenteils von ihnen organisiert: Deborah Griffin, Sue Dorrington, Alice Cooper und Mary Forsyth. Aufgrund ihres Einsatzes wurden sie 2022 in die World Rugby Hall of Fame aufgenommen.
Der Weltverband International Rugby Football Board (IRFB; heute World Rugby) unterstützte weder das Turnier noch wurde es von ihm anerkannt. Das Turnier wurde mit einem sehr kleinen und streng kontrollierten Budget durchgeführt. Die Organisatorinnen erwägten mehrere Austragungsorte und entschieden sich aus mehreren Gründen für Cardiff: Da die meisten teilnehmenden Teams aus Europa kamen, lag eine Austragung in Europa nahe; die Organisatorinnen wählten einen Ort mit einer starken Rugbygemeinschaft, die Wales bot und Cardiff bot ebenfalls Hilfe an, darunter die Kostenübernahme für die Begrüßungszeremonie und das Abschlussessen.
Das Turnier machte einen finanziellen Verlust. Dies lag teilweise daran, dass die Männer-Weltmeisterschaft im selben Jahr ebenso in Europa ausgetragen wurde, wovon einige Spiele ebenfalls in Wales, wodurch das Frauenturnier enttäuschende Zuschauereinnahmen verzeichnete und es nicht gelang, Fernseh- oder Sponsorverträge abzuschließen. Eine weitere finanzielle Belastung lag darin, dass die sowjetische Mannschaft nicht ihre Hotelrechnung und Reisekosten begleichen konnte, da Sowjets das Land nicht mit harter Währung verlassen durften. Das Team hatte gehofft, durch den Tausch und Verkauf von Waren wie Wodka und Andenken wie russische Puppen über die Runden zu kommen; diese Aktivitäten mussten jedoch eingeschränkt werden, nachdem sie die Aufmerksamkeit der britischen Zoll- und Steuerbehörde erregt hatten, wonach die Sowjets auf Zuwendungen lokaler Unternehmen Cardiffs angewiesen waren.
Der finanzielle Verlust wurde wieder ausgeglichen. Anonyme Geschäftsleute verpflichteten sich beim Festessen nach dem Turnier dazu, einen Teil des Defizits auszugleichen. Der englische Verband Rugby Football Union beglich den Rest des Defizites.

## Qualifikation
Die Organisatoren luden mehrere Nationalmannschaften zu dem Turnier ein, woraufhin zwölf Teams zusagten. Die Teams verfügten über unterschiedliche internationale Erfahrung. Unter den mehr erfahrenen Teams waren die Niederlande mit 20 Test Matches und Frankreich mit 18, die beide 1982 das erste Frauenländerspiel austrugen. Unter den weniger erfahrenen Teams war Japan mit keinem vorhergehenden Test Match und Spanien mit einem, bei dem sie 1989 Frankreich mit 0:28 deklassiert wurden.

Teilnehmende Länder der Frauen-Rugby-Union-Weltmeisterschaft 1991:
Gastgeber
Eingeladen vom Veranstalter
Keine Teilnahme

| Land               | Qualifikationsgrundlage | WM-Teilnahme | Gruppe |
| ------------------ | ----------------------- | ------------ | ------ |
| Wales              | Gastgeber               | Debüt        | 1      |
| England            | Einladung               | Debüt        | 4      |
| Frankreich         | Einladung               | Debüt        | 2      |
| Italien            | Einladung               | Debüt        | 4      |
| Japan              | Einladung               | Debüt        | 2      |
| Kanada             | Einladung               | Debüt        | 1      |
| Neuseeland         | Einladung               | Debüt        | 1      |
| Niederlande        | Einladung               | Debüt        | 3      |
| Schweden           | Einladung               | Debüt        | 2      |
| Sowjetunion        | Einladung               | Debüt        | 3      |
| Spanien            | Einladung               | Debüt        | 4      |
| Vereinigte Staaten | Einladung               | Debüt        | 3      |

## Austragungsorte
| Memorial Ground |

| Talbot Athletic Ground |

| Pontypool Park |

| St Helen’s |

| Dairy Field |

| Cardiff Arms Park |

| Memorial Ground |

| Talbot Athletic Ground |

| Pontypool Park |

| St Helen’s |

| Dairy Field |

| Cardiff Arms Park |

## Format
Die Frauen-Rugby-Union-Weltmeisterschaft 1991 wurde über neun Tage zwischen zwölf verschiedenen Mannschaften über 22 Spiele ausgetragen. Sie begann am 6. April 1991 im Cardiffer Memorial Ground mit dem Eröffnungsspiel zwischen Kanada und Neuseeland. Das Turnier endete am 14. April im Cardiffer Cardiff Arms Park mit dem Finale zwischen den Vereinigten Staaten und England, wobei die Eagles die Trophäe gewannen.

### Spielplan
Die nachfolgende Tabelle zeigt das tägliche Programm der Frauen-Rugby-Union-Weltmeisterschaft 1991. Dabei steht ein violettes Kästchen für Vorrundenspiele, ein zyanblaues Kästchen für die Plate, ein grünes Kästchen für den Cup und ein gelbes Kästchen für das Finale.
| Gruppenphase April | Sa. 6.  | So. 7.  | Mo. 8.  | Di. 9.  | Mi. 10. |
| ------------------ | ------- | ------- | ------- | ------- | ------- |
| Gruppe 1           | 1       |         | 1       |         | 1       |
| Gruppe 2           | 1       |         | 1       |         | 1       |
| Gruppe 3           | 1       |         | 1       |         | 1       |
| Gruppe 4           | 1       |         | 1       |         | 1       |
| Plate April        | Do. 11. | Fr. 12. | Sa. 13. | So. 14. |         |
| Plate              | 4       | 2       | 1       |         |         |
| Cup April          | Fr. 12. | Sa. 13. | So. 14. |         |         |
| Cup                | 2       |         | 1       |         |         |

| Farblegende   | Farblegende |
| ------------- | ----------- |
| Gruppenspiele |             |
| Plate         |             |
| Cup           |             |
| Finale        |             |

### Gruppen
| Gruppe 1                | Gruppe 2                  | Gruppe 3                                   | Gruppe 4                |
| ----------------------- | ------------------------- | ------------------------------------------ | ----------------------- |
| Kanada Neuseeland Wales | Frankreich Japan Schweden | Niederlande Sowjetunion Vereinigte Staaten | England Italien Spanien |

### Vorrunde
Die erste Frauen-Rugby-Union-Weltmeisterschaft wurde zwischen zwölf Nationalmannschaften ausgespielt. Es gab keine Qualifikation zur Weltmeisterschaft, da die Mannschaften von den Organisatorinnen eingeladen wurden. Die zwölf teilnehmenden Mannschaften wurden für die Vorrunde in vier Gruppen zu je drei Mannschaften eingeteilt; jede Mannschaft bestritt ein Spiel gegen jede andere Mannschaft in derselben Gruppe, demzufolge absolvierte jedes Team zwei Spiele in der Vorrunde. Für einen Sieg gab es zwei Tabellenpunkte, für ein Unentschieden einen Punkt und keinen Punkt für eine Niederlage.
Die Tabellenränge wurden anhand des folgenden Punktesystems ermittelt:
- Zwei Spielpunkte für einen Sieg;
- Einen für ein Unentschieden;
- Keinen für eine Niederlage.

Am Ende der Vorrunde wurden die Mannschaften, basierend auf den gesammelten Spielpunkten, vom ersten bis zum dritten Platz eingestuft, wobei die jeweils beste Mannschaft das Halbfinale (den Cup) erreichte, während die beiden anderen Mannschaften an der Plate teilnahmen.

### Plate
Ab dieser Phase nahm das Turnier ein K.-o.-System an bestehend aus sieben Spielen: vier Viertelfinals, zwei Halbfinals und das Finale.
Die Gruppenzweiten und -dritten erreichten jeweils die Plate. Dabei trafen die Gruppenzweiten im Viertelfinale auf die Gruppendritten der anderen Gruppe, beispielsweise traf der Zweite der Gruppe 1 auf den Dritten der Gruppe 3 und der Dritte der Gruppe 4 auf den Zweiten der Gruppe 2.

### Cup
Der Cup war wie die Plate ein K.-o.-System bestehend aus drei Spielen: zwei Halbfinals und das Finale.
Die Gruppenersten erreichten den Cup. Dabei traf der Erste der Gruppe 1 auf den Ersten der Gruppe 3 und der Erste der Gruppe 2 auf den Ersten der Gruppe 4.

## Vorrunde
Das beste Team jeder Gruppe qualifizierte sich für den Cup, während die beiden anderen Teams an der Plate teilnahmen.

### Gruppe 1
|    | Land       | Spiele | Siege | Unent. | Ndlg. | Spiel- punkte | Diff. | Tabellen- punkte |
| -- | ---------- | ------ | ----- | ------ | ----- | ------------- | ----- | ---------------- |
| 1. | Neuseeland | 2      | 2     | 0      | 0     | 48:14         | + 34  | 6                |
| 2. | Kanada     | 2      | 0     | 1      | 1     | 17:33         | − 16  | 3                |
| 3. | Wales      | 2      | 0     | 1      | 1     | 15:33         | − 18  | 3                |

| 6. April 1991 | Neuseeland | 24 : 8 | Kanada | Memorial Ground, Cardiff |
| 6. April 1991 |            |        |        | Memorial Ground, Cardiff |

| 8. April 1991 | Wales | 9 : 9 | Kanada | Memorial Ground, Cardiff |
| 8. April 1991 |       |       |        | Memorial Ground, Cardiff |

| 10. April 1991 | Wales | 6 : 24 | Neuseeland | Dairy Field, Llanharan |
| 10. April 1991 |       |        |            | Dairy Field, Llanharan |

### Gruppe 2
|    | Land       | Spiele | Siege | Unent. | Ndlg. | Spiel- punkte | Diff. | Tabellen- punkte |
| -- | ---------- | ------ | ----- | ------ | ----- | ------------- | ----- | ---------------- |
| 1. | Frankreich | 2      | 2     | 0      | 0     | 99:0          | + 99  | 6                |
| 2. | Schweden   | 2      | 1     | 0      | 1     | 20:37         | – 17  | 4                |
| 3. | Japan      | 2      | 0     | 0      | 2     | 00:82         | − 82  | 2                |

| 6. April 1991 | Frankreich | 62 : 0 | Japan | Talbot Athletic Ground, Port Talbot |
| 6. April 1991 |            |        |       | Talbot Athletic Ground, Port Talbot |

| 8. April 1991 | Frankreich | 37 : 0 | Schweden | Memorial Ground, Cardiff |
| 8. April 1991 |            |        |          | Memorial Ground, Cardiff |

| 10. April 1991 | Japan | 0 : 20 | Schweden | Dairy Field, Llanharan |
| 10. April 1991 |       |        |          | Dairy Field, Llanharan |

### Gruppe 3
|    | Land               | Spiele | Siege | Unent. | Ndlg. | Spiel- punkte | Diff. | Tabellen- punkte |
| -- | ------------------ | ------ | ----- | ------ | ----- | ------------- | ----- | ---------------- |
| 1. | Vereinigte Staaten | 2      | 2     | 0      | 0     | 53:0          | + 53  | 6                |
| 2. | Niederlande        | 2      | 1     | 0      | 1     | 28:7          | + 21  | 4                |
| 3. | Sowjetunion        | 2      | 0     | 0      | 2     | 00:74         | − 74  | 2                |

| 6. April 1991 | Niederlande | 0 : 7 | Vereinigte Staaten | Pontypool Park, Pontypool |
| 6. April 1991 |             |       |                    | Pontypool Park, Pontypool |

| 8. April 1991 | Niederlande | 28 : 0 | Sowjetunion | Dairy Field, Llanharan |
| 8. April 1991 |             |        |             | Dairy Field, Llanharan |

| 10. April 1991 | Vereinigte Staaten | 46 : 0 | Sowjetunion | Memorial Ground, Cardiff |
| 10. April 1991 |                    |        |             | Memorial Ground, Cardiff |

### Gruppe 4
|    | Land    | Spiele | Siege | Unent. | Ndlg. | Spiel- punkte | Diff. | Tabellen- punkte |
| -- | ------- | ------ | ----- | ------ | ----- | ------------- | ----- | ---------------- |
| 1. | England | 2      | 2     | 0      | 0     | 37:09         | + 28  | 6                |
| 2. | Spanien | 2      | 1     | 0      | 1     | 13:19         | – 6   | 4                |
| 3. | Italien | 2      | 0     | 0      | 2     | 16:38         | − 22  | 2                |

| 6. April 1991 | England | 12 : 0 | Spanien | St Helen’s, Swansea |
| 6. April 1991 |         |        |         | St Helen’s, Swansea |

| 8. April 1991 | England | 25 : 9 | Italien | Dairy Field, Llanharan |
| 8. April 1991 |         |        |         | Dairy Field, Llanharan |

| 10. April 1991 | Italien | 7 : 13 | Spanien | Memorial Ground, Cardiff |
| 10. April 1991 |         |        |         | Memorial Ground, Cardiff |

## Plate
|  | Viertelfinale | Viertelfinale |             |    | Halbfinale | Halbfinale |  |  | Finale | Finale |
|  |               |               |             |    |            |            |  |  |        |        |
|  | Kanada        | 38            |             |    |            |            |  |  |        |        |
|  | Sowjetunion   | 0             |             |    |            |            |  |  |        |        |
|  | Sowjetunion   | 0             | Kanada      | 6  |            |            |  |  |        |        |
|  |               |               | Kanada      | 6  |            |            |  |  |        |        |
|  |               | Italien       | 0           |    |            |            |  |  |        |        |
|  | Italien       | Italien       | 0           | 18 |            |            |  |  |        |        |
|  | Italien       |               |             | 18 |            |            |  |  |        |        |
|  | Schweden      | 0             |             |    |            |            |  |  |        |        |
|  |               |               | Kanada      | 19 |            |            |  |  |        |        |
|  |               | Spanien       | 4           |    |            |            |  |  |        |        |
|  | Wales         | 3             |             |    |            |            |  |  |        |        |
|  | Niederlande   | 6             |             |    |            |            |  |  |        |        |
|  | Niederlande   | 6             | Niederlande | 0  |            |            |  |  |        |        |
|  |               |               | Niederlande | 0  |            |            |  |  |        |        |
|  |               | Spanien       | 8           |    |            |            |  |  |        |        |
|  | Japan         | Spanien       | 8           | 0  |            |            |  |  |        |        |
|  | Japan         |               |             | 0  |            |            |  |  |        |        |
|  | Spanien       | 30            |             |    |            |            |  |  |        |        |

### Viertelfinale
| 11. April 1991 | Kanada | 38 : 0 | Sowjetunion | Cardiff Arms Park, Cardiff |
| 11. April 1991 |        |        |             | Cardiff Arms Park, Cardiff |

| 11. April 1991 | Italien | 18 : 0 | Schweden | Cardiff Arms Park, Cardiff |
| 11. April 1991 |         |        |          | Cardiff Arms Park, Cardiff |

| 11. April 1991 | Wales | 3 : 6 | Niederlande | Cardiff Arms Park, Cardiff |
| 11. April 1991 |       |       |             | Cardiff Arms Park, Cardiff |

| 11. April 1991 | Japan | 0 : 32 | Spanien | Cardiff Arms Park, Cardiff |
| 11. April 1991 |       |        |         | Cardiff Arms Park, Cardiff |

### Halbfinale
| 12. April 1991 | Kanada | 6 : 0 | Italien | Memorial Ground, Cardiff |
| 12. April 1991 |        |       |         | Memorial Ground, Cardiff |

| 12. April 1991 | Niederlande | 0 : 8 | Spanien | Cardiff Arms Park, Cardiff |
| 12. April 1991 |             |       |         | Cardiff Arms Park, Cardiff |

### Finale
| 13. April 1991 | Kanada | 19 : 4 | Spanien | Memorial Ground, Cardiff |
| 13. April 1991 |        |        |         | Memorial Ground, Cardiff |

## Cup
|  | Halbfinale         | Halbfinale |         |                    | Finale | Finale |
|  |                    |            |         |                    |        |        |
|  |                    |            |         |                    |        |        |
|  | England            | 13         |         |                    |        |        |
|  | Frankreich         | 0          |         |                    |        |        |
|  |                    |            | England | 6                  |        |        |
|  |                    |            |         | Vereinigte Staaten | 19     |        |
|  | Neuseeland         | 0          |         |                    |        |        |
|  | Vereinigte Staaten | 7          |         |                    |        |        |
|  |                    |            |         |                    |        |        |

### Halbfinale
| 12. April 1991 | Neuseeland | 0 : 7 | Vereinigte Staaten | Cardiff Arms Park, Cardiff |
| 12. April 1991 |            |       |                    | Cardiff Arms Park, Cardiff |

| 12. April 1991 | England | 13 : 0 | Frankreich | Cardiff Arms Park, Cardiff |
| 12. April 1991 |         |        |            | Cardiff Arms Park, Cardiff |

### Finale
| 14. April 1991 | England | 6 : 19 | Vereinigte Staaten | Cardiff Arms Park, Cardiff |
| 14. April 1991 |         |        |                    | Cardiff Arms Park, Cardiff |

Vereinigte Staaten
(Erster Titel)

## Statistiken
Nach dem Turnier ergab sich die folgende (inoffizielle) Abschlusstabelle:

Ergebnis der Frauen-Rugby-Union-Weltmeisterschaft 1991:

| Nr.        | Mannschaft         |
| ---------- | ------------------ |
|            | Vereinigte Staaten |
|            | England            |
|            | Frankreich         |
| Neuseeland |                    |
| 5          | Kanada             |
| 6          | Spanien            |
| 7          | Italien            |
| 7          | Niederlande        |
| 9          | Wales              |
| 9          | Schweden           |
| 9          | Japan              |
| 9          | Sowjetunion        |